# Никола Вујанац
Никола Вујанац (Краљево, 22. јуна 1991) српски је фудбалски голман.

## Трофеји и награде
Динамо Врање
- Српска лига Исток : 2014/15.[11]

Мазија
- Прва лига Малдива [] : 2020/21.[12]